# Whitefield Castle
Whitefield Castle ist die Ruine einer Niederungsburg (Tower House) mit L-förmigem Grundriss auf einem Hügel über dem Dorf Kirkmichel in Strath Ardle in der schottischen Council Area Perth and Kinross.

## Geschichte
Malcolm Canmore ließ das Tower House im 12. Jahrhundert als Jagdschloss errichten. 1577 ließ es der Clan Spalding, dem es zu dieser Zeit gehörte, erweitern. Heute ist es eine Ruine. Zur Burg soll auch ein unterirdischer Tunnel gehören, wie dies oft bei alten Wohnstätten der Fall ist. Dieser Tunnel soll das Tower House mit Ashintully Castle verbinden.